# Enrique Abeledo
Enrique Abeledo fue un actor secundario argentino. Intervino en filmes desde fines de los años de 1940 hasta comienzos de los años 1950. Fue dirigido por Carlos Borcosque en tres oportunidades. Su papel más recordado es Marcial, el torero enamorado del personaje interpretado por Laura Hidalgo en Armiño negro (1953), de Carlos Hugo Christensen, que casualmente fue su última película.

## Filmografía
- Armiño negro (1953)
- Volver a la vida (1951)
- La comedia inmortal (1951)
- La muerte está mintiendo (1950)
- Las aventuras de Jack (1949)